# Лучак, Анджей
Анджей Лучак (пол. Andrzej Łuczak; 5 декабря 1948, Лодзь) — польский шахматист, международный мастер (1979); математик.

## Карьера шахматиста
В 1967 году завоевал серебряную медаль чемпионата Польши среди юношей (до 20 лет) в Висле. В 1977 и 1979 годах выступал в финале чемпионата Польши по шахматам (швейцарская система), но успехов не добился. В 1981 году стал серебряным призёром чемпионата Польши по блиц-шахматам.
Четырёхкратный призёр чемпионата Польши в командном первенстве, представлял клуб «Старт» из Лодзи: чемпион 1965 года (Краков), дважды серебряный призёр 1963 (Висла) и 1966 годов (Варшава), бронзовый призёр 1964 года (Ченстохова). Трижды призёр чемпионата Польши по блиц-шахматам в командном первенстве: чемпион Польши в составе «Старта» в 1970 году (Познань), чемпион Польши в составе «Аниляны» из Лодзи 1987 года (Быдгощ) и серебряный призёр 1988 года (Катовице).
В 1975 году участвовал в открытом турнире Варшавы. В 1978 году разделил 3-е место в Лодзе на мемориале Казимежа Макарчика. Через год выступил на мемориале Акибы Рубинштейна в Полянице-Здруе. В 1981 году в Наленчуве разделил 3-е место, повторил то же достижение в 1984 году на мемориале Макарчика.
Высшее достижение в ФИДЕ — 2440 пунктов в рейтинге польских шахматистов на 1 января 1979 года (уступал Адаму Кулиговскому. С 1994 года не соревнуется в квалификационных турнирах ФИДЕ.

## Карьера учёного
По образованию математик, специалист по теории вероятностей. Доцент кафедры теории вероятности и математической статистики факультета математики и информатики Лодзинского университета. Научный руководитель его докторской работы — Рышард Яйте. Дальний потомок польского математика Стефана Банаха.

## Изменения рейтинга
| Графики недоступны из-за технических проблем. См. информацию на Фабрикаторе и на mediawiki.org. |